# Сообщение минимальной длины
Сообщение минимальной длины — это формальное переопределение принципа бритвы Оккама на языке теории информации: даже если модели не эквивалентны в точности, та из них, которая порождена наикратчайшим сообщением, является наиболее корректной. Понятие было введено Крисом Уоллесом.
Имеет значение не только в качестве теоретической конструкции, но и как практическая техника. Существует также сообщение максимальной ёмкости — из нескольких моделей или выражений наиболее ёмким является то, которое порождает наибольшее количество информации.